# Analizador de masas cuadrupolo

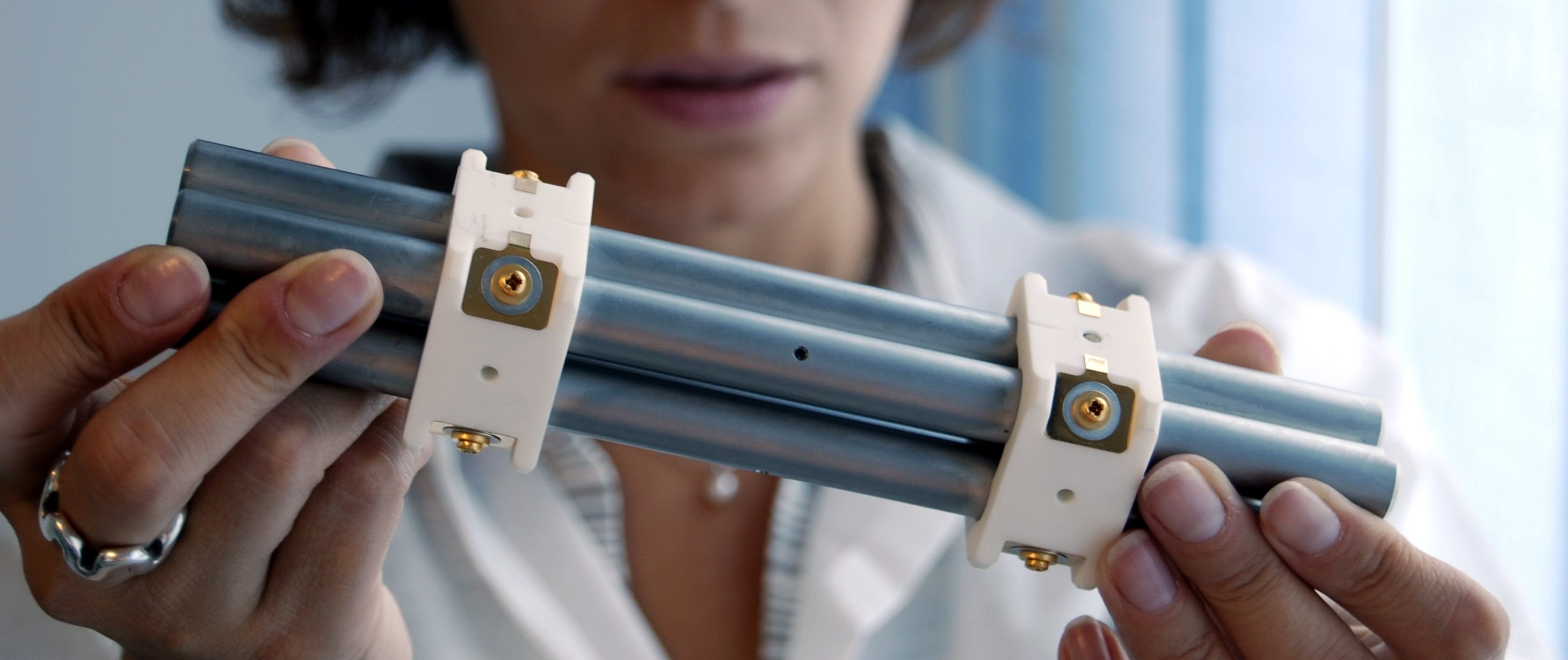
Elementos cuadrupolares

En espectrometría de masas, el analizador de masas cuadrupolo (o filtro de masas cuadrupolo ) es un tipo de analizador de masas concebido originalmente  por el premio Nobel Wolfgang Paul y su alumno Helmut Steinwedel. Como su nombre indica, consta de cuatro varillas cilíndricas paralelas entre sí. En un espectrómetro de masas cuadrupolar (EMC), el cuadrupolo es el analizador de masas, es decir, el componente del instrumento responsable de seleccionar los iones de la muestra en función de su relación masa/carga (m/z). Los iones se separan en un cuadrupolo en función de la estabilidad de sus trayectorias en los campos eléctricos oscilantes que se aplican a las varillas.

## Principio de funcionamiento

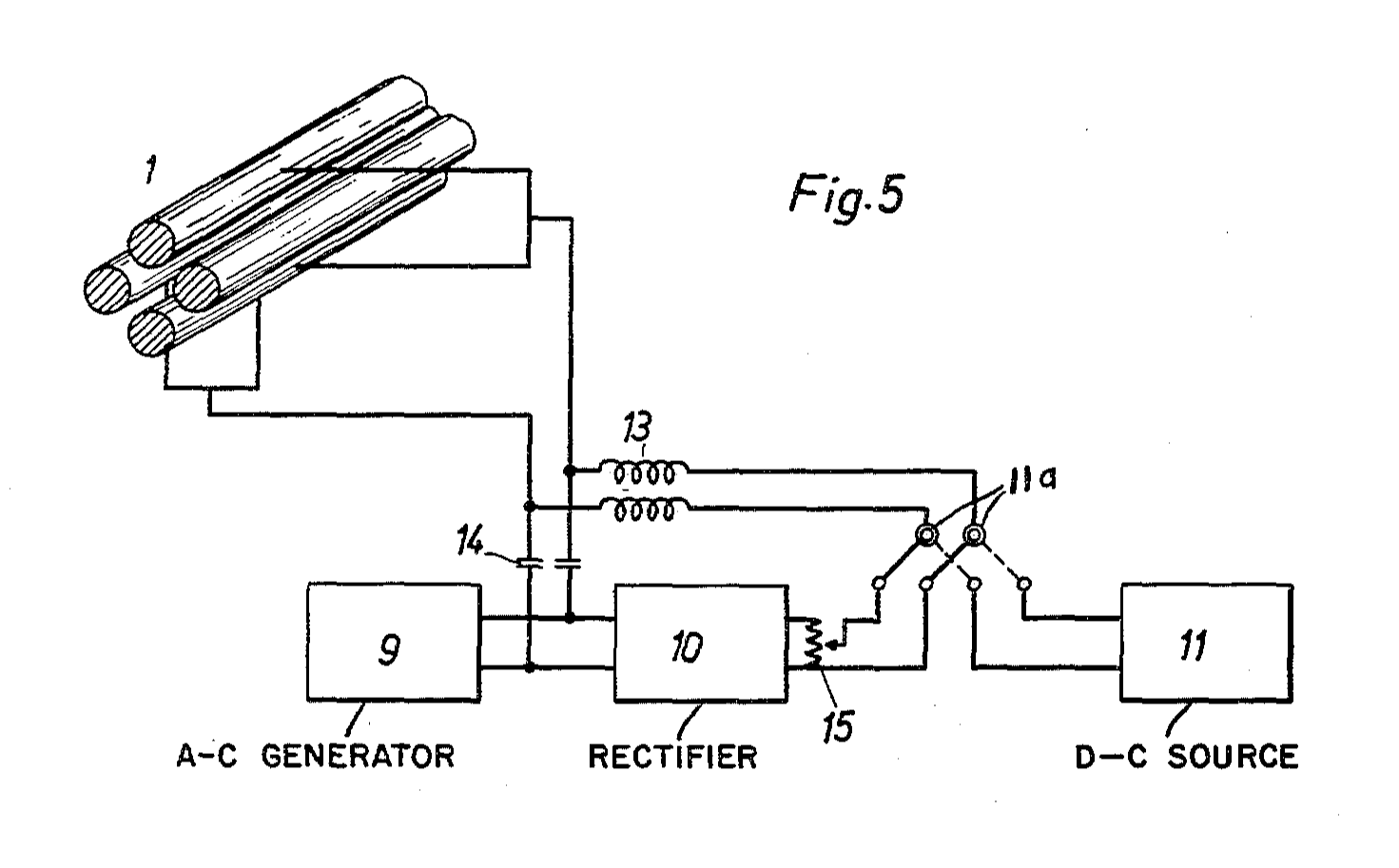
Imagen de la patente estadounidense "Aparato para separar partículas cargadas de diferentes cargas específicas"

El cuadrupolo consta de cuatro barras metálicas paralelas. Cada par de varillas opuestas está conectado eléctricamente entre sí y se aplica una tensión de radiofrecuencia (RF) con una tensión de compensación de CC entre un par de varillas y el otro. Los iones se desplazan por el cuadrupolo entre las varillas. Sólo los iones de una determinada relación masa-carga alcanzarán el detector para una determinada relación de tensiones: otros iones tienen trayectorias inestables y colisionarán con las barras. Esto permite seleccionar un ion con un m/z determinado o explorar una gama de valores m/z variando continuamente la tensión aplicada. Matemáticamente, esto puede modelarse con la ayuda de la ecuación diferencial de Mathieu.

Trayectoria del ion a través de un cuadrupolo

## Cuadrupolos múltiples, híbridos y variaciones

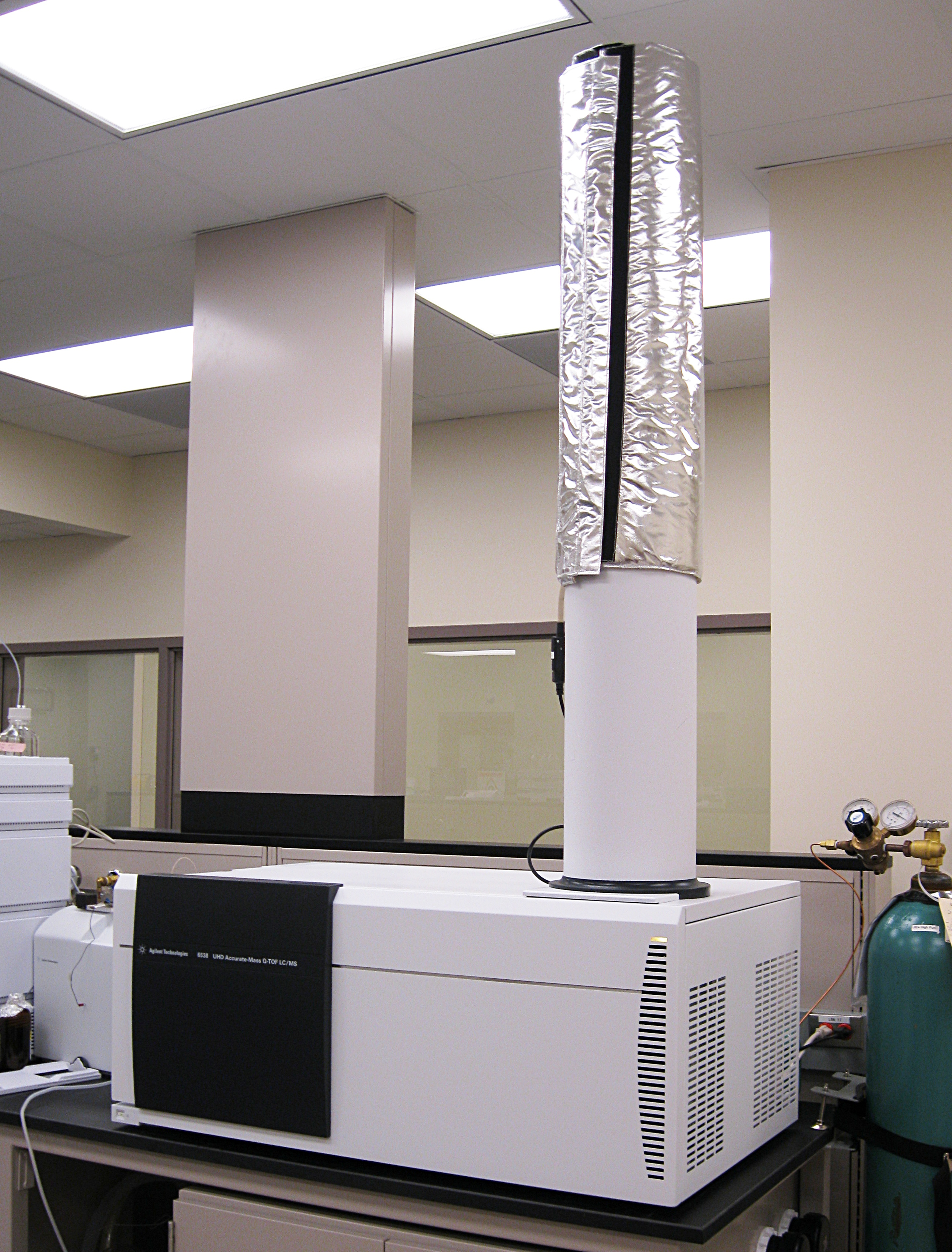
Espectrómetro de masas híbrido cuadrupolar de tiempo de vuelo

Una serie lineal de tres cuadrupolos se conoce como espectrómetro de masas de triple cuadrupolo. Los cuadrupolos primero (Q1) y tercero (Q3) actúan como filtros de masa, y el cuadrupolo central (q2) se emplea como célula de colisión. Esta célula de colisión es un cuadrupolo sólo de RF (sin filtrado de masas) que utiliza gas Ar, He o N2 (~10-3 Torr, ~30 eV) para la disociación inducida por colisión de iones progenitores seleccionados de Q1. Los fragmentos posteriores pasan a Q3, donde pueden filtrarse o explorarse completamente.

## Aplicaciones
Estos espectrómetros de masas destacan en aplicaciones en las que se estudian iones concretos de interés, ya que pueden permanecer sintonizados con un único ion durante largos periodos de tiempo. Esto resulta útil en la cromatografía líquida-espectrometría de masas o en la cromatografía de gases-espectrometría de masas, donde sirven como detectores de especificidad excepcionalmente alta. Los instrumentos cuadrupolares suelen tener un precio razonable y son buenos instrumentos polivalentes. Un espectrómetro de masas cuadrupolar simple con un ionizador de impacto de electrones se utiliza como analizador independiente en analizadores de gases residuales, analizadores de gases en tiempo real, diagnósticos de plasma y sistemas de análisis de superficie SIMS. 